# Konflikttrappen
Konflikttrappen er en model, der beskriver forskellige niveauer af intensitet i konflikter, hvorfra konflikten kan både "optrappes" og "nedtrappes". Den er lavet i flere versioner, men den udbredte version er formuleret af den østrigske økonom Friedrich Glasl.

## Versionen med 9 trappetrin af Friedrich Glasl
Ifølge Friedrich Glasls konflikttrappe starter parterne i konflikten på toppen og træder ned i afgrunden sammen, når konflikten eskaleres.
1. Uenighed
2. Debat: Forsøg på at overbevise modparten
3. Handling i stedet for ord, sympati for "dem" forsvinder
4. Koalitioner: Find nye parter, der vil bidrage til at afvise modparten, sejr er vigtigere end selve sagen
5. Tab af ansigt: Tab af moralsk troværdighed
6. Trusselsstrategier: Hvis ikke du gør dette, gør jeg dette modtræk, hvilket jeg understreger ved at fremvise midlet til det
7. Begrænset ødelæggelse
8. Total destruktion af modparten
9. Sammen ned i afgrunden: Egen destruktion accepteres for at opnå modpartens destruktion

## Mere udbredte versioner med 7 trin
Mange forskellige organisationer og ledelseskurser opererer med en opadgående konflikttrappe, så konflikter "optrapper", når de eskalerer. Denne mere udbredte variant har typisk 7 forskellige trappetrin, der kan variere.
1. Saglig uenighed
2. Personificering: Giver hinanden skylden
3. Problemet vokser: Gamle problemer inddrages og eventuelt inddragelse af kolleger
4. Samtale opgives
5. Fjendebilleder: De er onde
6. Åben fjendtlighed
7. Polarisering: Adskillelse, der er ikke plads til både dem og os

## Nedtrapning af kriser
Modellen bliver brugt til at komme med bud på, hvordan konflikter kan nedtrappes igen. Budene kan variere fra organisation til organisation. Når fagforeninger bruger modellen, så kan et trin være at 'inddrage en tillidsvalgt', mens nedtrapning i andre sammenhænge kan være at tage kontakt, aftale at mødes, lave konkrete løsninger eller brainstorm løsninger.

## Kritik af konflikttrappen
Ofte vil konflikter ikke udvikle sig lineært, men udvikle sig i cirkelbevægelse med vekselvirkning mellem uenighed og forsøg på at finde løsninger. Omvendt kan det også være et udtryk for skridt op og ned af trappen.